# ヘマソラール

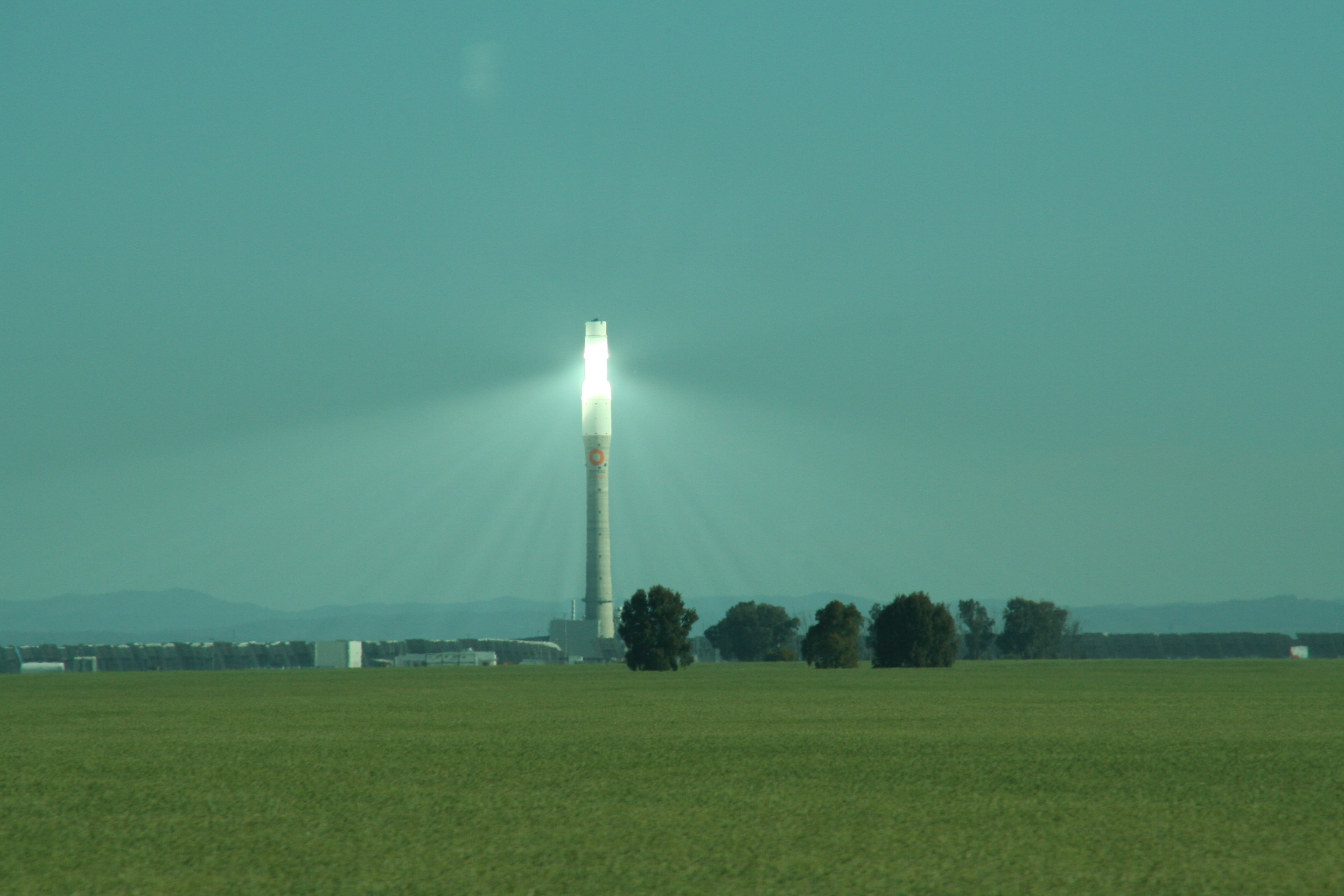
太陽塔に集光させて発電している様子

ヘマソラール（スペイン語: Gemasolar）は、スペインにある、商用の、タワー式太陽熱発電所である。

「ヘマソラール」はスペイン語: Gema solar「太陽の宝石」という意味である。
2011年10月4日開設。

## 立地
イベリア半島のアンダルシア州セビリアの郊外にあり、ヨーロッパの中でも温暖なサンベルト地帯に位置する。
コルドバからセビリアへE05号線スール自動車道で90kmほど進むと、車窓右手に本発電所を望むことができる。

## 性能
185ヘクタールの発電所用地に設置した2569個のヘリオスタット（反射面積30万平方メートル）を用いて、高さ140mの中央塔に集光させて発電をおこなうタワー式太陽熱発電を採用し、タワー上部にある受光部における溶融塩の温度は565℃以上に達し、タンクを用いた蓄熱によって日光のない状態が約15時間までであるならば汽力発電が可能である。
太陽光線が最も効率的にタワーに集中するよう、20秒毎に反射板の向きを変えている。太陽光より集めたエネルギーを熱源にタービンを回転させて発電を行う。出力1万9900キロワット。年間1億1千万キロワット時の発電量で、2万7500世帯の電力をまかなう。

## 建設費用
本発電所には、18ヶ年の返済計画で2億ユーロ(約220億円)が投じられている。なお事業者であるトレーソル・エナジーは、スペインの大手エンジニアリング企業であるセネル(スペイン語: SENER)が60％の出資をしたほか、外資系ではアラブ首長国連邦・アブダビのマスダールより40％の出資を受けて設立された合弁会社である。。